# Erebia baucis
Erebia baucis är en fjärilsart som beskrevs av Franz Paula von Schrank 1801. Erebia baucis ingår i släktet Erebia och familjen praktfjärilar. Inga underarter finns listade i Catalogue of Life.